# Макдональд-Райт, Стэнтон
Стэнтон Макдональд-Райт (англ. Stanton MacDonald-Wright; 1890, Шарлотсвилл — 1973, Лос-Анджелес, Калифорния) — американский художник, один из основателей синхромизма, первого абстрактного течения в американском искусстве, имевшего международное значение.

## Жизнь и творчество
С. Макдональд-Райт родился в одном из штатов Юга США, в Виргинии. Своё имя (Стэнтон) получил в честь борца за права женщин Элизабет Кэди Стэнтон. Юные годы его прошли в Калифорнии, где отец М.-Р. держал отель. Отец был художником-любителем и оплачивал частные занятия рисованием для сына. В 1909 году С. Макдональд-Райт приезжает в Париж. Здесь он получает основательное образование, обучаясь в Сорбонне, Школе изящных искусств, академии Жюлиана и академии Коларосси. Между 1911 и 1913 годами он обучается совместно с американским живописцем Морганом Расселлом и канадским художником Персивалем Тюдор-Гартом. Основным теоретическим приобретением учёбы в Европе для всех троих стало принятие теории цвета в том виде, какой она была у французских импрессионистов и постимпрессионистов. Большое влияние здесь оказали работы П. Сезанна и А. Матисса. На основании этого нового опыта С. Макдональд-Райт и М. Расселл создают новое художественное течение — синхромизм, желая показать в нём родственность таких направлений в искусстве, как живопись и музыка. Оба художника создают серию абстрактных, ярких «синхромистских» полотен, выставки которых проходят в Мюнхене (июнь 1913), Париже (октябрь 1913) и Нью-Йорке (март 1914). В 1920-е годы синхромизм прочно занимает место одного из течений искусства модерн в Америке.
Вернувшись в США после начала Первой мировой войны, С. Макдональд-Райт обособляется от М. Расселла, однако продолжает писать картины в синхромистском стиле. В 1916 году он является одним из главных организаторов нью-йоркского Форума-выставки американских модернистов. В 1917 году он выставляет свои работы в «галерее 291» Альфреда Стиглица.
В 1918 году художник переезжает из Нью-Йорка в Лос-Анджелес. В 1920 году, при поддержке А. Стиглица, С. Макдональд-Райт организует в Лос-Анджелесском музее истории, науки и искусства Выставку американских модернистов («The Exhibition of American Modernists»), на которой были представлены работы таких мастеров, как Джон Марин, Артур Доув и Марсден Хартли. В 1922 он назначается руководителем лос-анджелесской Студенческой лиги искусств. В 1930—1940-е годы С. Макдональд-Райт занимается организацией театральной и сценической деятельности в Калифорнии, будучи директором Южно-калифорнийского отделения федеральной администрации по занятости (в 1935—1942 гг.). Состоял в должности председателя театрального общества Санта-Моники. Выполнял различные крупные художественные работы по гражданским проектам, например — монументальную настенную живопись в городском собрании Санта-Моники. После окончания Второй мировой войны С. Макдональд-Райт начинает интересоваться японской культурой и живописью, ищет её точки соприкосновения с синхромизмом. Он также организует художественные декады в Лос-Анджелесском университете, читает лекции в Киото и Флоренции.
В начале 1950-х годов живопись С. Макдональд-Райта постепенно утрачивает свою популярность. Однако в 1956 году проходит его ретроспективная выставка в Лос-Анджелесском музее искусств, в 1967 году — Национальном музее американского искусства (Вашингтон), в 1970 — в лос-анджелесской художественной галерее UCLA.